# The Lovesick Maidens of Cuddleton
The Lovesick Maidens of Cuddleton è un cortometraggio muto del 1912 diretto da George D. Baker.

## Produzione
Il film fu prodotto dalla Vitagraph Company of America.

## Distribuzione
Distribuito dalla General Film Company, il film - un cortometraggio in una bobina - uscì nelle sale cinematografiche statunitensi il 20 agosto 1912.